# 近藤秀用
近藤 秀用（こんどう ひでもち）は、戦国時代から江戸時代初期にかけての武将、大名。遠江井伊谷藩の藩主。

## 生涯
天文16年（1547年）、遠江国の武将・近藤康用の子として誕生。
父・康用とともに徳川氏に仕えた。父は老齢や戦傷を負い歩行困難であったため代わって戦役を担い、姉川の戦い、三方ヶ原の戦い、小田原征伐などでいずれも軍功を挙げ、特に小田原征伐では豊臣秀吉からも賞賛された。
やがて、徳川四天王の一人である井伊直政が台頭してくると、家康の下命で寄騎として直政の片腕となった。しかし、直政の冷酷な性格に嫌気がさした秀用は、それまでの功績から家康に直臣として取り立ててくれるように嘆願したが、直政に徹底してそれを妨害された。遂には暗殺まで謀られたため、秀用は命の危険から逃れるために出奔して伊勢国に逃亡した。
この一件について小宮山敏和は、初期の井伊家の重臣の人事は家康が直接関与しており、当主・直政以下の井伊家側は家康の許可なく勝手な人事はできなかったが（家康は基盤の弱い井伊家を強化するために、直政寄騎の家臣を井伊家の家臣に編入する方針があったと考えられている）、秀用は家康の許可を得ずに井伊家を離れてしまったため、そのことが家康に対する反抗であるとみなされたと指摘している。
慶長7年（1602年）、直政が死去すると、徳川秀忠に召し出され、上野国青柳に5,000石の所領を与えられた。慶長8年（1603年）になって池田輝政の仲介によって、ようやく家康の勘気が解かれた。慶長19年（1614年）には相模国内で1万石を加増され、小田原城の城番となる。大坂の陣にも参陣して武功を挙げ、元和5年（1619年）に遠州引佐郡井伊谷へ転封、1万5,000石の大名として井伊谷藩を立藩した。元和7年（1621年）には2,000石の加増を受けている。元和9年（1623年）7月、秋元泰朝、曽根吉次、阿倍正之と共に福井藩主・松平忠直改易後の相続に関する伝達および国務の任を受け、越前国に派遣されている。寛永2年（1625年）には、石見守に叙任されている。
寛永8年（1631年）2月6日、85歳で死去。なお、所領は子の季用、用可、用義たちに分け与えて細分化したため、井伊谷藩は秀用1代で終焉。その後の近藤氏は旗本として徳川氏に仕えた。